# Christophe Welsinger

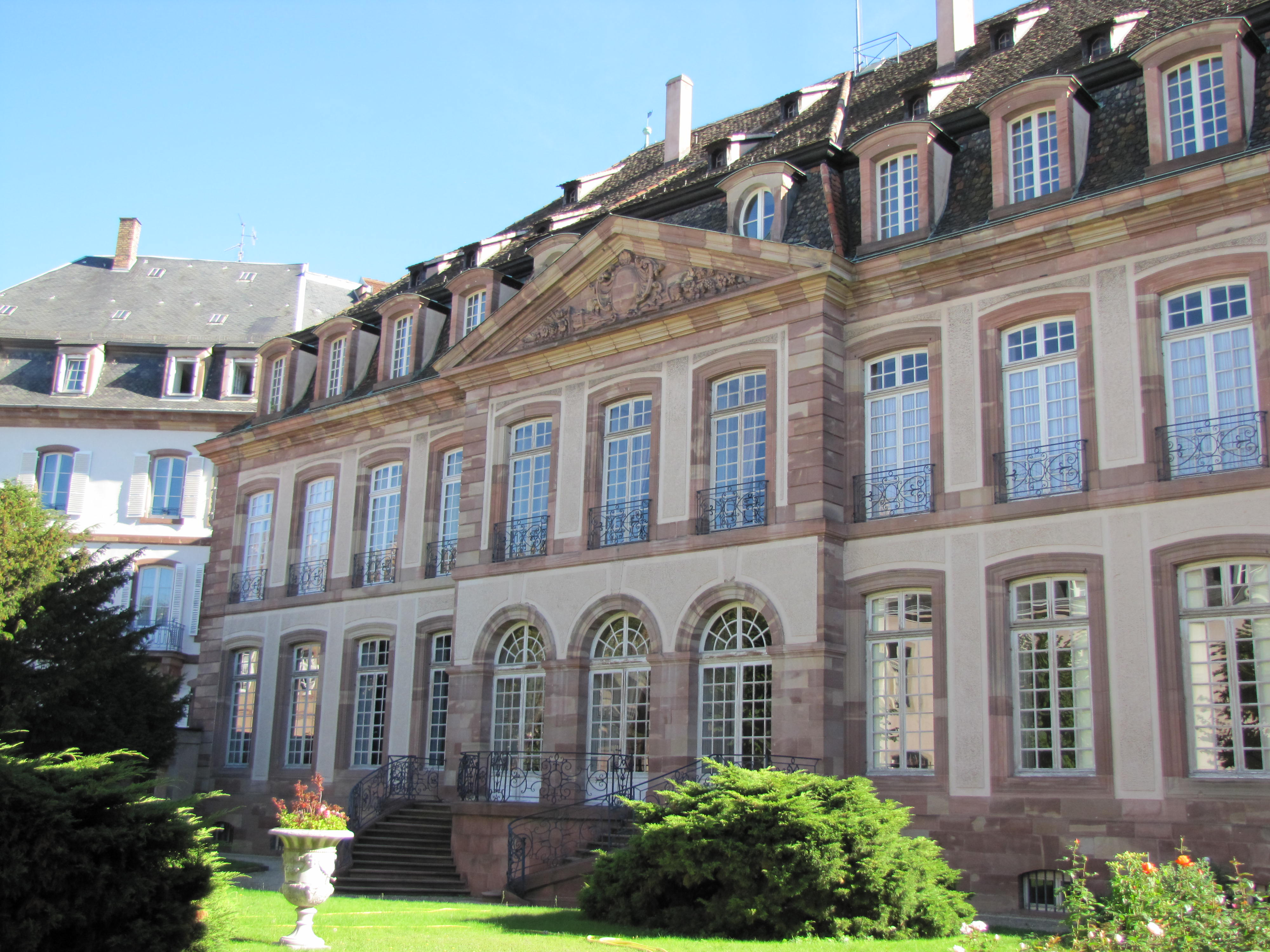
Palais épiscopal Strasbourg

Christophe Welsinger fut docteur en droit, juriste, conseiller épiscopal et finalement chancelier de la principauté épiscopale de Strasbourg pendant les épiscopats de Guillaume III de Hohnstein et plus particulièrement d'Érasme Schenk de Limbourg. En sa qualité de haut fonctionnaire représentant du prince-évêque, il entra en contact et travailla aussi bien avec les grands décideurs de la politique du Saint-Empire romain germanique par ses multiples participations à la diète impériale qu’avec les seigneurs plus locaux en relation de voisinage avec le landgraviat d’Alsace. La famille biculturelle des Welsinger servit de passerelle entre les états territoriaux français et allemands en occupant des offices, des postes d’émissaire ou de médiateur dans le royaume de France ou dans le Saint Empire,.
Le chancelier est l’un des trois offices majeurs de la curie épiscopale avec le vicaire général (action pastorale et gouvernement du diocèse) et l‘official (Pouvoir judiciaire). Sa fonction principale, à moins que le droit particulier n'en dispose autrement, est de veiller à ce que les actes de la curie soient rédigés et expédiés, et conservés aux archives de la curie.
Dans la plupart des principautés épiscopales du bassin rhénan du XVIe siècle, comme Cologne, Strasbourg, Bâle ou chez le métropolitain à Mayence, un chancelier est un juriste d’origine bourgeoise. Les capitulations électives valables jusqu‘en1675 exigeaient qu’il fût prêtre, mais dans les faits, il était devenu laïc à partir de la seconde moitié du XVIe siècle.C’était le cas de Christophe Welsinger.
De même qu'à Mayence, vers 1522, au sein du conseil permanent correspondant aujourd'hui à un gouvernement, le rôle joué par le maître de la maison princière (Hofmeister chargé des finances et missions diplomatiques) échut progressivement au chancelier, de même aucun vicaire général n'est évoqué dans les actes des diètes impériales pour la représentation diplomatique du prince-évêque de Strasbourg en dehors du chancelier épiscopal Dr Christophe Welsinger. Guillaume de Hohnstein faisait encore intervenir son vicaire général et official, Jacques de Gottesheim, mais les actes des Diètes d'Empire désigne le prédécesseur de Welsinger, Eitelhans Rechburger, également comme chancelier. Pour sa part, Érasme Schenk de Limbourg laissa son chancelier Welsinger et son official Wolfgang Tucher traiter les affaires courantes. Le chancelier avait de ce fait certes une position de force, mais il restait un exécutant. La résistance à l'introduction progressive de la Réforme dans la ville et les chapitres capitulaires strasbourgeois se faisait davantage par les chanoines et les nombreuses communautés religieuses de la ville.
Dans ce cadre de confrontation idéologique et confessionnelle, le chancelier semble avoir clairement annoncé la couleur : à la séance du 23 septembre 1556 du conseil des princes de la diète, les membres présents pense qu'en tant que « grand papiste Christophe Welsinger devrait être le leader de tous les autres émissaires papistes, ».

## Origines familiales
Dans certaines sources, on lit la variante « Wölsinger » dont la forme « Welsinger » n’est finalement que la prononciation régionale alémanique. Quand les Welsinger ou Wölsinger sont nommés dans les documents officiels ou les correspondances épistolaires privées, ils gravitent majoritairement dans le couloir rhénan dans le Bade et l'Alsace, mais aussi la Souabe.
Dans les pièces et actes d’archive du XVIe siècle du royaume de France ou du Saint-Empire romain germanique, on rencontre trois hommes dénommés Welsinger qui occupent des offices publics plus ou moins élevés:
- Christophe (Christoff, Christoph, Christofle[18]) ;
- Philipp (Philippe) ;
- Jean-Jacques (Hans-Jakob).

Le fait que de nombreuses pièces attestant les activités de Christophe Welsinger sont conservées aux archives du land de Bade-Wurtemberg, division de Karlsruhe, ne surprend pas puisque le margrave Philibert de Bade-Bade lui donna en fief la maison Heimhofershaus à côté de l‘hôtel Baldtraith à Baden. De même, sa fille Maria Salomé qui épouse Christoph Aschmann, né dans la ville impériale libre de Biberach, magistrat adjoint (Kreisassessor) pour l’Autriche antérieure, gouvernement d’Innsbruck, en poste à Spire à partir de 1586, est déclarée propriétaire de deux biens: la Haimenhauer Haus et un autre à la Friedshofshalde à Baden-Baden
La correspondance du cardinal, Jean du Bellay, nous apprend que Christophe et Philippe sont des frères. Philippe est désigné comme baillis de Meimbach et statthalter de la commanderie hospitalière de l’ordre de Saint-Jean de Jérusalem de Colmar.
La parenté avec Jean-Jacques, nommé notaire et secrétaire du roi de France, François Ier, le 12 mai 1543 n’est pas attestée dans les textes. L’ordonnance du 9 mars 1545 octroie à Jacques Brûlard une avance sur ses gages pour avoir pris la succession du poste laissé vacant par le décès de J.J. Welsinger,. Au moment du décès de celui-ci pendant une mission diplomatique à l’étranger, le Strasbourgeois Jean Sturm écrit une lettre le 25 avril 1546 à Jean du Bellay à laquelle il joint un courrier du prince-évêque, le supérieur et donneur d’ordre de Christophe Welsinger, pour demander aux autorités françaises d’éclaircir au plus vite le cas Jean-Jacques Welsinger. L’évêque, Sturm et le coursier savernois Antoine représente la partie alsacienne qui semble manifestement connaître ce Jean-Jacques Welsinger et ne voudrait pas être mise dans l’embarras à cause de cette affaire.
La famille Welsinger devait être aisée car les offices étaient le plus souvent vénaux. Jean-Jacques a payé un demi-florin d’or pour être admis dans le collège des notaires et secrétaires royaux.
Dans une lettre du magistrat de la ville impériale libre de Strasbourg, on lit que la veuve et les enfants de feu Jean Welsinger lui demandent « une lettre de recommandation pour qu'ils puissent réclamer la succession de Jean-Jacques Welsinger, leur fils et frère, mort au service de la France ».
Christophe et Philippe avaient une sœur Marie († 27. Dezember 1579) qui épousa en 1521 Dr Apollinaris Kyrser de Pforzheim, leur beau-frère dans les pièces d’archive. Formé à l’université de Tubingen, il enseigna à l’université de Fribourg. Comme Christophe Welsinger, il est au service d’un chapitre cathédral en sa qualité de doyen du chapitre de l’évêché de Bâle jusqu’au 27 décembre 1579. En outre, Kyrser devint chancelier de l’ordre de Saint-Jean de Jérusalem, ce qui le relie à Philippe Welsinger.

## Délégué et conseiller aux diètes d’empire

### États représentés par le chancelier strasbourgeois

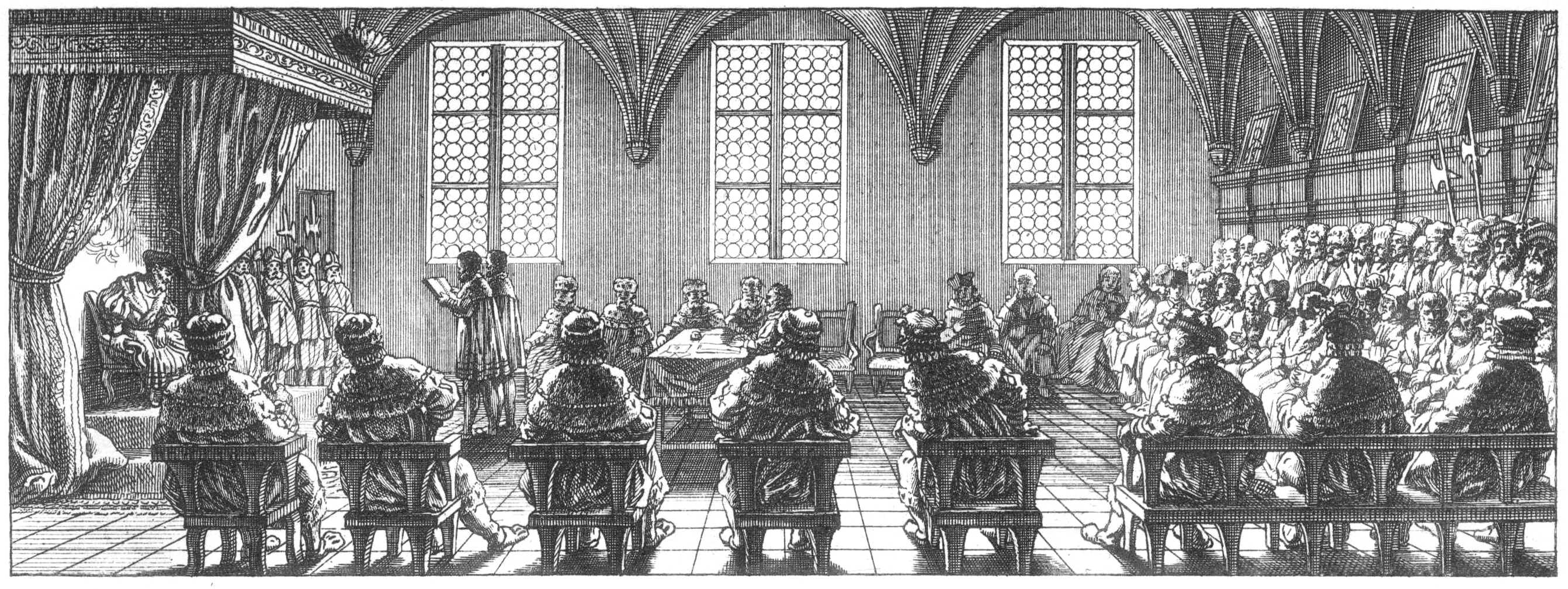
Diète d'Augsbourg, collège des princes d'empire, Dr Welsinger y est présent

Les recès d’une diète impériale établissent la liste des états impériaux présents physiquement ou par leur(s) délégué(s) qui ont signé et scellé les décisions finales. À l‘étude de ces listes sur un demi-siècle, on se rend compte que les prélats se sont rarement déplacés en personne aux diètes d’empire et qu’ils ont envoyé leur délégué, accompagné ou non d’un secretaire ou conseiller.
Christophe Welsinger intervint souvent aux diètes impériales pendant son mandat de chancelier épiscopal comme député délégué , mais aussi à d'autres conseils du Collège des princes d'empire, à des commissions internes des diètes et des conseils régionaux ou à encore des réunions préparatoires aux séances plénières et officielles.
Les souverains ecclésiastiques et laïcs suivants sont ceux qui reviennent le plus souvent dans les actes des diètes impériales :
| État représenté :               | Principauté épiscopale Strasbourg Langraviat Alsace                                                                | Comté de Bitche-Deux-Ponts                                    | Abbaye de Gengenbach       | Ordre de Saint-Jean de Jérusalem  | Abbaye impériale Murbach-Luders                    | Évêché de Bâle                      | Comté de Limpurg-Gaildorf           |
| ------------------------------- | --- | ------------------------------------------------------------- | -------------------------- | --------------------------------- | -------------------------------------------------- | ----------------------------------- | ----------------------------------- |
| Cercle de l'Empire :            | Cercle du Haut-Rhin                                                                                                | Cercle du Haut-Rhin                                           | Cercle du Haut-Rhin        | Cercle du Haut-Rhin               | Cercle du Haut-Rhin                                | Cercle du Haut-Rhin                 | Cercle de Franconie                 |
| Prince ou comte représenté :    | Erasme de Limpurg                                                                                                  | Jacques de Bitche-Deux-Ponts Ernest V de Bitche-Ponts         | Frédéric III de Keppenbach | Maître Grand Prieur d’Heitersheim | Jean Rodolphe Stör de Störenburg                   | Philippe de Gundelsheim             | Guillaume de Limpurg-Gaildorf       |
| Siègeant dans le collège des:   | Princes d’empire                                                                                                   | Comtes et seigneurs                                           | Prélats                    | Princes d’empire                  | Princes d’empire                                   | Princes d’empire                    | Comtes et seigneurs                 |
| Représentations aux diètes de : | Spire 1544 Worms 1545 Ratisbonne 1546 Augsbourg 1547/48 Augsbourg 1550/51 Augsbourg 1555 Spire 1560 Augsbourg 1566 | Augsbourg 1547/48 Augsbourg 1550/51 Nuremberg 1543 Spire 1544 | Ratisbonne 1546            | Augsbourg 1555                    | Augsbourg 1547/48 Augsbourg 1550/51 Augsbourg 1555 | Augsbourg 1547/48 Augsbourg 1550/51 | Augsbourg 1547/48 Augsbourg 1550/51 |
| Blason du souverain :           | |                                                               |                            |                                   |                                                    |                                     |                                     |

On remarque que, pour l'essentiel, Welsinger représente des états initialement catholiques ou ecclésiastiques à l'exception des comtés de Deux-Ponts-Bitche-Lichtenberg et de Limpurg-Gaildorf qui passeront en partie ou en totalité à la Réforme. Il est à noter qu'il les représente avant la Confession d'Augsbourg de 1555. S'il représente deux fois Guillaume de Limpurg-Gaildorf, c'est parce qu'il est le frère de son chef d'état, l'évêque Érasme de Limbourg.
La mention « chancelier » devant le nom de Dr Christophe Welsinger n’apparaît qu’à partir du recès de la diète de Worms en 1545, comme conseiller d’Érasme, prince-évêque de Strasbourg et landgrave d’Alsace.
Welsinger a démarré ses fonctions de secrétaire et conseiller représentant le prélat strasbourgeois aux diètes impériales plus tôt puisque l’évêque Guillaume de Hohnstein souffrant d’une grave crise de goutte ne put se rendre à la diète de Ratisbonne en 1541 ; il décéda d’ailleurs la même année un peu plus tard. C'est Welsinger qui se rend à Ratisbonne seul pour représenter la principauté épiscopale alors que Guillaume de Hohnstein avait presque toujours été accompagné ou représenté par le chancelier Eitelhans Rechburger de 1506 à 1532.
Welsinger prend le relais de Rechburger sans qu'il y ait eu présence commune ou collaboration des deux hommes sur les bancs du collège des princes d'empire ; le premier succède au second sans transition.
Le chancelier Rechburger dut lui-même être indisposé ou avoir quitté ses fonctions dans les années 1530 puisqu'avant l'intervention de Welsinger en 1541 c'est le prince-évêque de Spire, Philippe de Flersheim (de), qui représente le prince-évêque de Strasbourg en 1532 à Ratisbonne. Rechburger fut parfois assisté par Jakob von Oberkirch, Johann Bock ou Bernhard Göler von Ravensburg.
Par la suite, Welsinger est nommé en tant que chancelier dans les autres recès comme, par exemple à Augsbourg en 1555, célèbre pour la paix d’Augsbourg en 1555, à Spire en 1560 ou à Augsbourg en 1566.
Le prince-évêque Érasme de Limbourg entra en fonction en 1541, mais pendant onze années, il ne participe pas aux délibérations du collège des princes d’empire des six diètes qui suivirent.Christophe Welsinger le représentera seul ou accompagné d’un conseiller.
- 1544 à Spire : signataires Bernhard von Eberstein et Christophe Welsinger.
- 1545 à Worms : signent le chancelier C. Welsinger, le notaire Beyerlein, Wolfgang Götz etAdam Klett[37].
- 1546 à Ratisbonne : Welsinger est seul[37].
- 1547/48 : le chancelier est seul[38].
- 1550/51 : Erasme de Limbourg se fait représenter par le confère évêque Otto von Augsburg, mais Welsinger est aussi présent, ainsi que Georg von Wangen zu Geroldseck am Wasichen[38].
- 1555 à Augsbourg : Welsinger représente seul l’évêché de Strasbourg[37].

L’absentéisme des princes ecclésiastiques inquiétait l’empereur qui ne disposait que des princes laïcs au sein du collège des princes d’empire pour le soutenir dans son combat idéologique et politique contre le camp protestant. En 1555, à Augsbourg, bien que cela fût une diète de haute importance pour l’avenir de l’empire, d’innombrables dignitaires princiers manquaient à l’appel: Brème, Bressanone, Eichstätt, Freising, Magdebourg, Minden, Münster, Paderborn, Strasbourg, Trente et l’abbé de Murbach en Alsace.
L’empereur contrarié voulut initialement rappeler les prélats à l’ordre. Les commissaires impériaux lui conseillèrent de confier cette tâche aux supérieurs hiérarchiques ou suzerains directs afin de ne pas compromettre son impartialité. Cela concernait donc les archevêques de Cologne et Salzbourg, le duc de Bavière et le gouvernement de l’Autriche antérieure en Haute-Alsace dont le siège était à Ensisheim. Le dernier devait exhorter les prélats absents de Strasbourg, Bâle et Murbach.
Du coup, à la diète de 1556, l’empereur et ses commissaires se réjouissent du travail fourni par Christophe Welsinger pour le compte de l’évêché de Strasbourg, mais aussi et surtout parce qu’il est venu avec les procurations de plusieurs états ecclésiastiques d’obédience catholique. En effet, le 15 septembre 1556, les commissaires royaux faisaient savoir par écrit à Ferdinand que le banc des ecclésiastiques devenaient par bonheur de plus en plus fort au sein du collège princier grâce à l’émissaire strasbourgeois Welsinger qui aura 4 voix viriles au moment des votes puisqu’il possédait les procurations de l’évêché de Bâle, de l’abbaye de Murbach et de son beau-frère le commandeur de l’ordre de Saint-Jean de Jérusalem.

## Le rapport Welsinger

### Contexte à l'origine du rapport demandé à Welsinger
La diète de Ratisbonne du 13 juillet 1556 au 16 mars 1557 avait un caractère transitoire. Charles Quint était encore empereur, mais comme pour la diète d'Augsbourg en 1555, l'organisation de la diète fut sous la responsabilité de son frère Ferdinand après que Charles Quint avait renoncé à sa fonction impériale le 12 septembre 1556.
Le traité de Passau avait déjà trouvé un premier compromis acceptable pour la question confessionnelle, mais toujours insuffisant, ce qui envenimait les débats législatifs depuis 1552.
À la diète d'Augsbourg, la question confessionnelle, « causa religionis », devait être subordonnée à la paix civile dans le pays ; les conflits d'ordre théologique devaient être aplanis par une médiation. Néanmoins, la recherche d'une paix civile a monopolisé les efforts et les débats des états impériaux, la médiation pour la question confessionnelle a échoué à cause de la résistance des deux camps à parts égales. La situation de statu quo est flagrante. Il fallait repousser la question confessionnelle à la prochaine diète.
Les propositions de sujets à débattre à la diète de Ratisbonne étaient la question confessionnelle, l'aide financière à apporter aux troupes impériales pour lutter de contre les Turcs sur la façade orientale de l'empire, la paix nationale et le code numismatique. En réalité, la question religieuse accapara l'essentiel de la période parlementaire. Il fallait éclaircir et aplanir les différences théologiques. Faisant suite au traité de Passau de 1552, le recès d'Augsbourg et la proposition d'ordre du jour pour la diète de Ratisbonne avaient cité les célèbres quatre voies possibles :
- un concile général ;
- un conseil national ;
- une assemblée Impériale ;
- un colloque.

Il fallait régler la question confessionnelle car elle avait une répercussion sur les intérêts territoriaux et la constitution impériale ; l'autorité de l'Église étant un droit litigieux entre les états et l'empereur, notamment en ce qui concerne les princes ecclésiastiques à la double casquette.
Tous les protagonistes engagés dans les débats de la commission chargée de statuer sur la question religieuse (« Religionsausschuss ») savaient que ni la diète impériale, ni le groupe de réflexion mis en place et convoqué à Worms pour courant août 1557, ne pourraient objectivement résoudre la question religieuse autrement qu'en organisant une réunion de travail pour une discussion de fond. La question fondamentale restait de savoir sous quelle forme. De fait les pourparlers de la commission des affaires cultuelles s'éternisaient.
La commission se composait respectivement pour chaque parti en conflit de neuf états impériaux.
Pour le côté catholique:
- les princes-électeurs ecclésiastiques de Mayence, de Trèves et de Cologne ;
- les princes d'Autriche, Augsbourg, de Bavière et de Salzbourg ;
- un plénipotentiaire du collège des prélats et de la ville impériale libre de Schwäbisch Gmünd.

Pour le camp protestant: 
- les princes-électeurs temporels du Palatinat du Rhin, du Duché de Saxe et du margraviat de Brandebourg ;
- les princes de Veldenz, d'Ansbach, du Wurtemberg et de la Hesse ;
- un plénipotentiaire du collège comtal et de la ville libre Strasbourg.

Les débats furent sans surprise très houleux sur le sens et l'opportunité réelle d'un colloque. Mais les comptes rendus de la commission informent beaucoup sur les points de vue et les convictions de chaque partie engagé.
Le camp catholique avait l'impression d'avoir déjà fait beaucoup de concessions. Les états ecclésiastiques ne voulaient pas aller plus avant dans les débats théologiques en raison de leur implication parallèle à la vie interne de l'église.
Le représentant de l'empereur Charles Quint, son frère le roi Ferdinand Ier de Habsbourg, pressentait qu'aucun accord, qu'aucune concorde ne seraient possibles à Ratisbonne à la diète ; il proposa donc de supprimer la question religieuse de l'ordre du jour car il ne fallait pas compromettre l'union nationale concernant le budget alloué à la guerre contre les Turcs (« Türkenhilfe »). Après moult débats, et surtout pour des raisons de tactique politique, le camp impérial catholique s'est décidé à conserver le point litigieux de la question confessionnelle à l'ordre du jour comme l'avait décidé la diète d'Ausgbourg.
le 1er octobre 1556, les commissaires royaux demandèrent un rapport à Christoph Welsinger sur l'état des lieux. En réalité, ils l'avaient déjà rencontré lors d'une entrevue confidentielle le 20 septembre 1556 pour faire sa connaissance et entendre ses propositions ; leur rencontre les amena à la conviction que Welsinger pouvait trouver une solution réfléchie et raisonnable, acceptable pour els deux parties en litige. Dans leur rapport du 21 septembre 1556, les commissaires qui avaient déjà anticipé sur leur entrevue secrète avec Welsinger, annonçaient au roi qu'ils demanderaient un rapport au chancelier strasbourgeois. Commandé le 1er octobre, le rapport fut déjà remis par Welsinger aux commissaires royaux le 3 octobre 1556 et le lendemain, il était déjà envoyé au roi Ferdinand avec un courrier annexe de Welsinger dans lequel le chancelier lui explique qu'il a sciemment fait bref et concis pour ne pas l'importuner avec moult détails techniques, mais que surtout il a rédigé ce rapport comme un « nur als guttherzigen, ainfeltigen fürschlag » (une proposition simple et accommodante) pour faire avancer les choses.

#### Faut-il privilégier un concile?
Les délégués catholiques de la commission des affaires cultuelles s’entêtaient à privilégier le concile plutôt que le colloque pour trouver une issue de sortie à la crise et un compromis sur la question religieuse. Ils avancèrent plusieurs arguments : 
- Un concile correspond à une forte tradition de l'église
- Le concile représente l'universalité de l'église. Dans les questions religieuses, il n'est pas prudent de se déconnecter ou de dissocier les autres nations, surtout si celles-ci rencontrent des difficultés similaires.
- Seuls les conciles ont jusqu'à présent permis de trouver un consensus général et raisonnable dans les conflits et tensions d'ordre spirituel et théologique. Même les médiations impliquant les évêques n’ont par le passé jamais réussi.
- Le concile est le seul procédé qui aboutisse à un accord probable du pape.

Les délégués protestants rejetaient de prime abord l'idée d'un concile pour aplanir les différents théologiques du moment, mais ne l’écartèrent pas de manière catégorique car ils connaissent le rôle qu'il a joué par le passé. Néanmoins ils préfèrent éviter le concile avec les arguments suivants : 
- Réunir un concile est pour l’heure techniquement impossible, ce que d'ailleurs le parti catholique ne peut en aucun cas contester. Le prince-évêque de Mayence, Daniel Brendel von Homburg, avait déjà déclaré le 29 novembre qu’un colloque était inévitable puisqu’un concile est inenvisageable.
- Un concile donne le risque d’une surreprésentation du camp catholique, à fortiori si uniquement les évêques ont le droit de vote.
- Le pape voudrait et aurait le droit de diriger la présidence du concile. Il ne peut être juge est partie prenante.

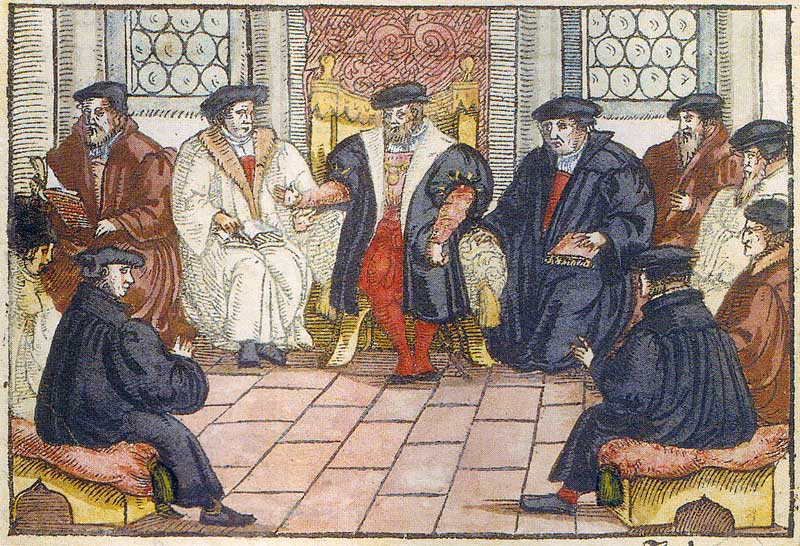
Exemple de colloque, ici celui de Marbourg, gravure de 1557

#### Faut-il opter pour un colloque?

##### Les arguments des états protestants en faveur du colloque
- Les Palatins et les Saxons[50],[49] argumentèrent, comme d'ailleurs tout le camp protestant en général, en faveur du colloque car il a été prévu tel quel dans le traité de Passau ratifié à l'issue d'une commission de travail préparatoire à la diète de Ratisbonne.
- Le Brandebourg et le Wurtemberg[51] pensaient que le cadre de référence d'un colloque efficace ne pouvait être une instance extérieure comme un pape ou un concile, mais uniquement la parole de Dieu. Ils sont convaincus, comme le Palatinat, que les catholiques ne recherchent pas une réponse unitaire à la question religieuse s'ils persistent à vouloir un concile susceptible de séparer la chrétienté in fine[52].
- Les mêmes états pensent qu'il est possible de résoudre les problèmes d'ordre théologique, y compris et dans un premier temps, dans un cadre géographique plus restreint. Par la suite, les autres pays qui seraient également confrontés aux mêmes interrogations théologiques devraient en arriver aux mêmes conclusions. Le Palatinat va plus loin en refusant la présence du pape car il n'est pas de culture allemande[49].
- Le colloque est un forum où chacun peut présenter son point de vue. Il l'a montré à maintes reprises dans le passé.

##### Nature et fonctionnement d'un colloque auXVIesiècle
Très fréquent durant la Réforme, le terme de « colloque » ne recouvre pas complètement la chose entre sa version médiévale et sa forme dans la deuxième moitié du XVIe siècle. Le colloque est une discussion sur des sujets religieux au sens de la dispute médiévale: il a lieu dans les universités et le but est de parvenir à l'emporter dans la joute verbale qui oppose les adversaires sur le plan théologique comme dans la célèbre dispute de Leipzig entre Luther et Johannes Eck. L'arrière-plan politique n'est toutefois jamais très loin. Ce faisant, les adversaires n'appartiennent pas forcément au camp opposé ; ils peuvent être dans la même mouvance, mais avoir des divergences de fond sur tel ou tel sujet.
Le colloque pré-tridentin diverge de la dispute dans la mesure où les deux camps adverses sont invités à débattre et à trouver un terrain d'entente quand c'est possible. Dans ce type de colloque, il n' y avait pas que des théologiens, mais aussi des juristes et des politiques. Par le biais du colloque, tous les participants s'informaient d'abord sur la nature même des problèmes, puis recherchaient des rapprochements, voire un consensus.
Au XVIe siècle, le colloque est très lié à la diète impériale car c'est elle qui en fait la demande, mandate les participants pour qu'ils se rencontrent soit pendant les séances de la diète, soit à un autre moment: les deux partis en conflit s'y réunissent ou envoient leurs représentants en fonction de leurs compétences respectives.
L'empereur est présent ou se fait représenter, ainsi que les États impériaux les plus influents dans le respect de la parité des deux confessions majeures.
Ce n'est par conséquent pas l'Église institutionnelle qui convoque et met en place un colloque, mais le pouvoir politique afin de trouver des réponses consensuelles au sein même de l'empire quand un concile n'est techniquement pas possible, voire refusé par les instances religieuses. Les protestants se satisferont de ce conflit d'intérêts et d'autorité ecclésiale puisque le colloque se situe officiellement à l'échelle impériale en présence de tous les protagonistes en litige. En raison du statut bipolaire des princes ecclésiastiques, la position des princes-évêques ou princes-abbés s'avérait objectivement difficile entre les intérêts politiques de leur État et leur lien de dépendance hiérarchique avec le pape.

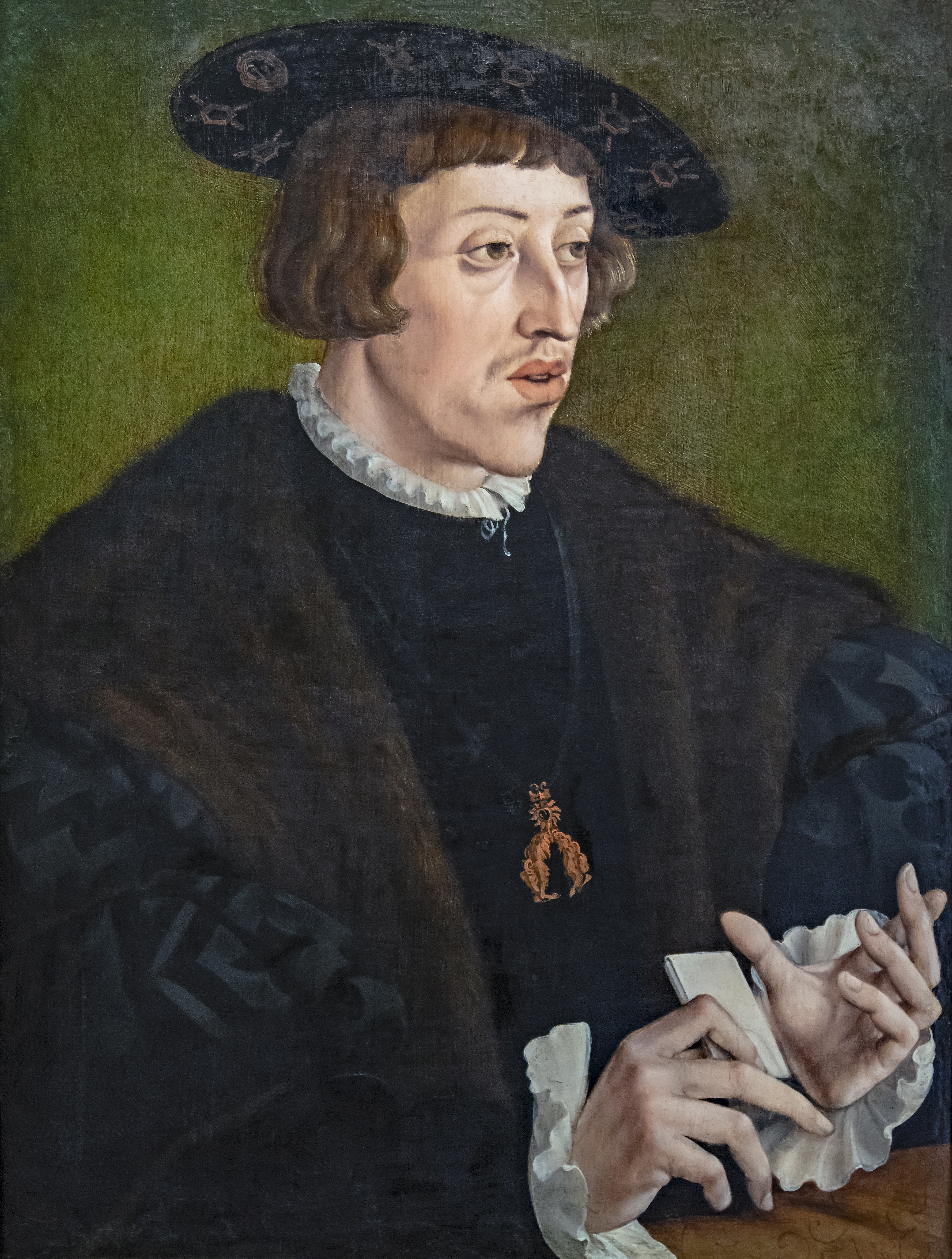
Ferdinand Ier par Bocksberger l'Ancien

Le colloque ne se tenait pas pendant les séances plénières de la diète, mais dans des commissions ou des convents.
Le second colloque de Worms fut défini et mis en place par le recès annexe de la diète de Ratisbonne puisque c'est le choix qui a été finalement retenu bon gré mal gré par les membres de la diète.
Ouvert le 11 septembre 1557, il a duré jusqu'au 8 décembre 1557. Il fut présidé par l'évêque de Naumbourg, Julius von Pflug, mandaté par le roi des Romains, Ferdinand Ier, frère de Charles Quint, et un adjoint, G.S.S Seld.
Cinquante personnes furent impliquées:
- 6 collocuteurs pour chaque camp avec leurs adjoints respectifs ;
- 2 notaires pour chaque camp ;
- 2 assesseurs pour chaque camp avec leurs adjoints respectifs ;
- 6 auditeurs pour chaque camp ;
- le président et son adjoint[59].

### Le rapport de Welsinger du 3 octobre 1556

#### Ses conclusions
Deux rapports distincts ont été remis au roi des Romains Ferdinand: celui du camp catholique a été conduit et rédigé par Welsinger et celui du camp protestant a été dirigé par le célèbre complice de Martin Luther, Melanchton en étroite collaboration avec les députés de la Saxe électorale. C'est celui de Melanchton qui fera basculer la décision finale en faveur d'un colloque restreint dont les conclusions seront soumises à la prochaine diète d'Empire. Le roi insista néanmoins pour que ce colloque demeurât constamment une « consultation amicale » entre partenaires « spécialement qualifiés par leur connaissance de l'Écriture et conciliants ».Welsinger ne donna qu'un accord conditionnel. Comme il représentait quatre princes d'empire, il exigea que tous les délégués du banc ecclésiastique donnassent leur approbation en personne.
Le chancelier strasbourgeois remit son rapport aux commissaires royaux à Ratisbonne le 3 octobre 1556.
Welsinger en arrive aux conclusions suivantes dans son rapport :
- Le conseil général n'est présentement pas possible ;
- Le concile national n'est pas retenu à cause du risque du schisme trop élevé ;
- L'assemblée impériale est rejetée car elle n'offre pas le forum adéquat ;
- Le colloque n'est pas retenu par ce que l'on se doute que les résultats seront sûrement infructueux.

Il soumet les propositions suivantes :
1. Les débats se limitent à une commission composée du roi et de quelques princes lecteur ou non. Elle examinerai les articles confessionnelle en litige par un petit groupe de théologiens de confession devant la commission est en bonne intelligence.

Il faudrait ensuite confié les articles posant toujours problème d'abord à des universités, puis le cas échéant, un conseil général. Dans ce cas, on maintient les dames et les sacrements catholiques. On tient au courant la curry et on se soumet un conseil le général les résultats des accords obtenus pendant cette commission dont les décisions auraient un caractère de loi temporaire jusqu'à ce que le prochain concile soit convoqué.
1. L'empereur le roi convoquent une assemblée (ou un convent) de théologiens internationaux, composé de députés provenant des nations chrétienne les plus importantes. Les décisions de cette assemblée aurais force obligatoire jusqu'au prochain conseil général.
2. les états catholiques se tourne vers dieu est engagé le réformes internes à l'église catholique dans le sens tant pis par les états des astique et au moyen des synodes provinciaux. Il s'ensuit irai par conséquent et peut-être un retour possible des états converti à l'église catholique.
3. l'empereur est le roi prennent des mesures préventives comme garants de l'église catholique dans l'empire en concluant une alliance défensive avec l'Espagne et les autres nations catholiques dans le respect de la paix confessionnelle afin de protéger les possessions catholiques. Les états catholiques de l'empire participeraient à cette alliance.

#### Suite des séances du collège des princes et une éviction de la commission
Le 19 octobre 1556, Welsinger rédige une lettre au maître des Hospitaliers de Saint-Jean qui montre que déjà au début de la diète impériale, il est très pessimiste ; selon lui, les états protestants ne seront de toute  façon pas satisfaits. Il s'attend à la suppression complète de la clause du réservat ecclésiastique, que finalement non seulement les princes, mais aussi leurs sujets devront être libres dans leur choix confessionnel, de même dans les états ecclésiastiques.
Le mercredi 2 décembre 1556, la séance débute avec un texte soumis par l'Autriche sur la question de savoir quel sera le délégué des états du collège des princes pour la commission chargée des affaires religieuses. L'Autriche nomme Salzbourg, Augsbourg, Strasbourg et la Bavière.
Salzbourg votre uniquement pour l'Autriche. Les autres membres un vote minoritairement pour Strasbourg, la Bavière et Augsbourg  et à la majorité pour l'Autriche et Salzbourg.
L'Autriche pense avoir plus d'autorité et de poids dans les débats et avait déjà agi hors séances officielles auprès des états ecclésiastiques susnommés et notamment auprès des prélats physiquement présents. Dans ce cas précis, le statut de simple émissaire, bien qu'influent, de Christophe Welsinger lui fut plutôt défavorable au niveau des votes et de la préséance. Nonobstant son travail efficace pour la cause ecclésiastique catholique, Welsinger demeure un haut fonctionnaire au service d'un prélat absent.
Le 29 décembre 1556, à la séance qui décide s'il faut privilégier le concile ou le colloque, la ville de Strasbourg représentée par Christophe avec les procurations de l'abbaye de Murbach, de l'évêché de Bâle et du grand prieur des templiers de l'ordre de Saint-Jean de Jérusalem, déclare dans un premier temps que la question étant si importante, elle devait être débattue en présence des princes qu'il représente. Welsinger semble montrer ici que ses pouvoirs de décision sont à relativiser.
Les princes électeurs de confession catholique ont choisi l'abstention. Toutefois, ils firent l'allusion que le colloque serait mieux. Seuls Bamberg et Wurtzbourg votent clairement pour le colloque.
Augsbourg vote à contrecœur pour un colloque mais se range à l'avis de Welsinger concernant la nécessité de réforme de l'Église catholique en interne pour faire cesser les abus.
Le 1er janvier 1557, Mayence soumit une proposition de texte pour élaborer une prise de position commune sur le colloque pour les états ecclésiastiques. Ce texte est refusé le jour même et les séances du 2 au 8 janvier se poursuivent sans parvenir à un accord. Ce sera l'empereur qui tranchera en faveur du colloque par un communiqué du 25 janvier 1557.

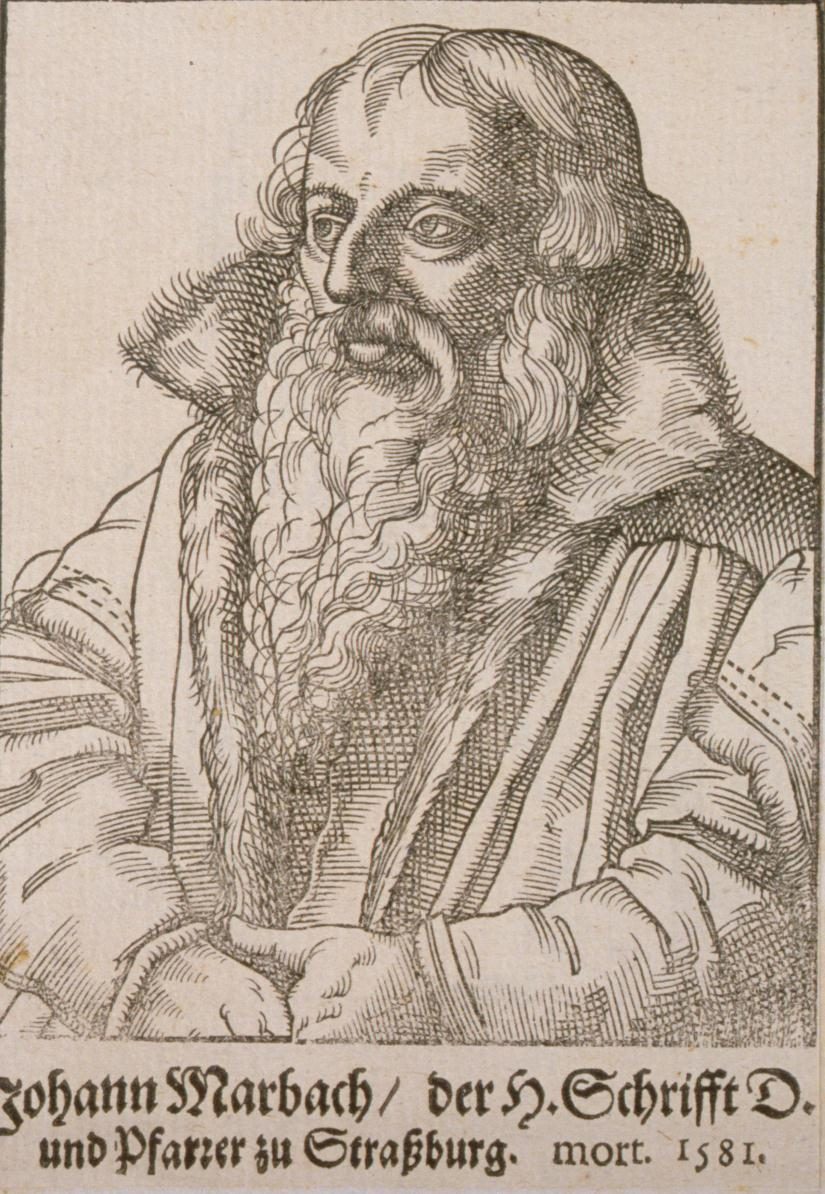
Jean Marbach, représentant la ville de Strasbourg au colloque

Christophe Welsinger n'ayant pas obtenu assez de voix aux votes du conseil des états princiers catholiques, il ne participera pas aux travaux du colloque.
Néanmoins, on se rend compte que Strasbourg, ville ou évêché, a occupé une place très importante dans les décisions et les travaux des commissions. Malgré son engagement pour le camp papal, Welsinger aura été probablement contrarié de voir que ses compatriotes du camp adverse ont été retenus pour représenter la cause protestante et que lui en fut évincé. L'Autriche dit que Welsinger comprendra et laisse entendre à demi-mot qu'un souverain d'un grand état de l'empire aura plus de poids dans les discussions du colloque.
Sur présentation d’un texte du Palatinat électoral, les états protestants se réunirent le mardi 23 février 1557 pour désigner parmi les leurs qui défendrait la cause réformatrice au colloque : les collocateurs, les adjoints et les théologiens auxiliaires.
Les 6 collocuteurs  (et leur adjoint):
1. Philippe Melanchthon (Heinrich Stoll) ;
2. Erhard Schnepf (Victorinus Strigel) ;
3. Johannes Brenz (Andreas Musculus);
4. Johannes Pistorius (Jakob Runge) ;
5. Johannes Machabaeus Scotus (Jean Marbach);
6. Georg Karg (Joachim Mörlin).

Les théologiens auxiliaires dits « surnuméraires » sont :
1. Johannes Stössel ;
2. Erasmus Sarcerius ;
3. Alexander Alesius ;
4. Jakob Beurlin ;
5. Andreas Magerius ;
6. Petrus Praetorius.

Cela ne correspond pas tout à fait à la liste de candidats proposée par le Palatinat électoral et Melanchthon qui proposait une triade de trois Strasbourgeois d’adoption, un Bavarois et deux Italiens : Jean Marbach assisté de Gérôme Zanchi et de Pierre Martyr Vermigli. Marbach n'est qu'adjoint et les deux autres n'ont pas été retenus.

## Plainte de Welsinger contre la Lorraine

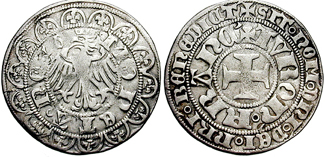
Monnaie francfortoise du XVIe siècle

Welsinger intervient également pendant une séance de la diète portant sur un autre sujet que la question confessionnelle : le code monétaire impérial (« Reichsmünzordnung »). Le texte soumis aux votes est présenté par la Bavière. Le litige porte sur le fait que la Bavière reproche au duché de Lorraine d'exporter vers la France de l'or et de l'argent de l'empire. Welsinger prend la parole pour dire qu'il est d'accord et se plaint que, parallèlement aux abus commis dans le commerce de la laine, les infractions et la violation du code monétaire impérial se poursuivent en Lorraine et dans le Brabant à cause des exportations de monnaies impériales vers la France. Welsinger réclame des pourparlers avec les autorités ducales lorraines et brabançonnes.

## Dépenses des états participant aux diètes impériales à l’exemple de la note de frais Welsinger
Les nombreux déplacements de Welsinger à des fins de représentation coûtaient cher à sa hiérarchie. Mais cela engageait moins de frais que si le prince-évêque partait avec toute sa suite et ses conseillers. Néanmoins, grâce à la note de frais de Christophe Welsinger pour la diète de Nuremberg du 28 juillet au 7 septembre 1542, on peut avoir une idée des dépenses et du train de vie d’un député au XVIe siècle pour participer aux assemblées nationales décidant des lois pour le plus grand état du continent européen de par la superficie.
Le détail des frais commence à Saverne le 28 juillet 1542 lorsque Welsinger quitte la résidence du siège épiscopal. Un greffier nommé Klett l’accompagne. Un cocher conduit une voiture tirée par quatre chevaux. Ils mettent neuf jours pour arriver à Nuremberg. Il prend ses quartiers et ses repas à l’auberge Zum Ochsenfelder. Cette auberge semble connue et fréquentée par les hauts-fonctionnaires représentants leurs suzerains quand la diète avait lieu à Nuremberg.
Puis, Welsinger logea chez la Riglerin.
La déclaration des frais contient les dépenses générées par l’aller-retour du voyage, les nuitées, les repas, quelques frais annexes et les taxes. Le total s’élève à 12 florins, 2 batzen et 1 kreuzer, soit 729 kreuzer si l'on ramène tout à une seule monnaie.